# Grid (rättshistoria)
För andra betydelser, se Grid (olika betydelser).
Grid eller grud (västnordiska grið, östnordiska griþ, gruþ) var i de äldre nordiska lagarna en tillfällig, tids- eller platsbegränsad frid, som skulle skydda en gärningsman, oftast en dråpare, mot hämnd till dess att anklagelsen hade blivit avgjord på tinget. Grid medförde att den anklagade i trygghet kunde färdas till tinget och övervara rättegången. Lagen om grid gav honom också möjlighet att, om han dömdes fredlös, lämna tingsplatsen utan att drabbas av hämnd, vilket gav honom tillfälle att erbjuda försoningsböter.
En allmän grundsats har varit, att grid skulle erbjudas varje förbrytare som ej hade blivit gripen på bar gärning, i synnerhet om denne självmant infann sig vid tinget och erbjöd sig att med böter försona målsäganden. Götalagarna betonar därför att den givna lejden skulle gälla både till och från tinget. Den senare Landslagen medger dessutom viss tid för den anklagade att, om han dömts fredlös, underställa målet konungens prövning. Hur lång tid griden varade har varierat mellan olika landskapslagar. Enligt Västgötalagen kunde den som dömts fredlös endast räkna med grid så länge att han hann äta dagvard hemma, men måste före kvällen fly till skogs. Den norska Gulatingslagen å andra sidan gav den fredlöse fem dagars frist att fly (fimtargrið af þingi). Vintertid kunde fristen utsträckas till en halv månad (d.v.s. tre gånger fem dagar).
Mot dem som bröt grid har påföljden varit hård. Både Frostatingslagen och Gulatingslagen kallar gridsbrytare för griðníðingr och dömer till fredlöshet. Även Västgötalagen ser gridsbrott som nidingsverk. Enligt Östgötalagen kunde dock gridsbrott (gruþspiæl) gäldas med böter (40 marker för kränkning av lejden). I Landslagen upptas gridsbrott bland edsöresbrotten.
Gridslagarnas syfte har varit att överföra straffande verksamhet till den offentliga makten, för att därigenom avskaffa (eller i varje fall inskränka) blodshämnd.